# Futbol'nyj Klub Rostov 2011-2012
Questa voce raccoglie le informazioni riguardanti il Rostov nelle competizioni ufficiali della stagione 2012-2013.

## Rosa
| N. |                                 | Ruolo | Calciatore         |
| -- | ------------------------------- | ----- | ------------------ |
| 2  | Bielorussia (bandiera)          | C     | Cimafej Kalačoŭ    |
| 3  | Slovacchia (bandiera)           | D     | Kornel Saláta      |
| 4  | Nigeria (bandiera)              | D     | Isaac Okoronkwo    |
| 5  | Argentina (bandiera)            | C     | Oscar Ahumada      |
| 6  | Russia (bandiera)               | C     | Aleksandr Šešukov  |
| 7  | Brasile (bandiera)              | C     | Élson              |
| 9  | Russia (bandiera)               | A     | Roman Adamov       |
| 10 | Russia (bandiera)               | A     | Dmitri Kirichenko  |
| 11 | Bosnia ed Erzegovina (bandiera) | C     | Dragan Blatnjak    |
| 12 | Russia (bandiera)               | P     | Il'ja Madilov      |
| 15 | Serbia (bandiera)               | D     | Ivan Živanović     |
| 16 | Estonia (bandiera)              | D     | Dmitri Kruglov     |
| 18 | Rep. Ceca (bandiera)            | A     | Michal Papadopulos |
| 19 | Argentina (bandiera)            | A     | Héctor Bracamonte  |

| N. |                     | Ruolo | Calciatore         |
| -- | ------------------- | ----- | ------------------ |
| 21 | Croazia (bandiera)  | P     | Stipe Pletikosa    |
| 22 | Serbia (bandiera)   | P     | Dejan Radić        |
| 23 | Russia (bandiera)   | A     | Dmitry Poloz       |
| 24 | Russia (bandiera)   | D     | Denis Kolodin      |
| 28 | Russia (bandiera)   | D     | Igor' Smol'nikov   |
| 47 | Russia (bandiera)   | C     | Choren Bajramjan   |
| 72 | Russia (bandiera)   | D     | Valentin Filatov   |
| 81 | Romania (bandiera)  | C     | Răzvan Cociş       |
| 84 | Moldavia (bandiera) | C     | Alexandru Gaţcan   |
| 88 | Lituania (bandiera) | C     | Edgaras Česnauskis |
| 89 | Russia (bandiera)   | D     | Vitalij D'jakov    |
| 92 | Russia (bandiera)   | C     | Roman Emel'janov   |
| 97 | Russia (bandiera)   | C     | Sergej Pes'jakov   |

## Risultati

### Campionato

#### Stagione regolare
| Rostov sul Don 14 marzo 2011 1ª giornata | Rostov | 4 – 0 referto | Spartak Mosca | Stadio Olimp-2 |

| Chimki 19 marzo 2011 2ª giornata | Dinamo Mosca | 3 – 1 referto | Rostov | Arena Chimki |

| Mosca 2 aprile 2011 3ª giornata | Lokomotiv Mosca | 1 – 1 referto | Rostov | Stadio Lužniki |

| Rostov sul Don 10 aprile 2011 4ª giornata | Rostov | 1 – 3 referto | Volga Nižnij Novgorod | Stadio Olimp-2 |

| Krasnodar 16 aprile 2011 5ª giornata | Kuban' | 2 – 0 referto | Rostov | Stadio Kuban' |

| Rostov sul Don 23 aprile 2011 6ª giornata | Rostov | 1 – 0 referto | Terek Groznyj | Stadio Olimp-2 |

| Machačkala 1º maggio 2011 7ª giornata | Anži | 1 – 0 referto | Rostov | Stadio Dinamo |

| Rostov sul Don 7 maggio 2011 8ª giornata | Rostov | 0 – 0 referto | Spartak-Nal'čik | Stadio Olimp-2 |

| Chimki 15 maggio 2011 9ª giornata | CSKA Mosca | 2 – 1 referto | Rostov | Arena Chimki |

| Rostov sul Don 21 maggio 2011 10ª giornata | Rostov | 3 – 0 referto | Amkar Perm' | Stadio Olimp-2 |

| Samara 29 maggio 2011 11ª giornata | Kryl'ja Sovetov Samara | 2 – 2 referto | Rostov | Stadio Metallurg (Samara) |

| Rostov sul Don 10 giugno 2011 12ª giornata | Rostov | 1 – 3 referto | Krasnodar | Stadio Olimp-2 |

| San Pietroburgo 14 giugno 2011 13ª giornata | Zenit San Pietroburgo | 4 – 0 referto | Rostov | Stadio Petrovskij |

| Rostov sul Don 18 giugno 2011 14ª giornata | Rostov | 1 – 3 referto | Rubin | Stadio Olimp-2 |

| Tomsk 22 giugno 2011 15ª giornata | Tom' Tomsk | 1 – 1 referto | Rostov | Trud Stadium |

| Mosca 26 giugno 2011 16ª giornata | Spartak Mosca | 3 – 2 referto | Rostov | Stadio Lužniki |

| Rostov sul Don 24 luglio 2011 17ª giornata | Rostov | 0 – 2 referto | Dinamo Mosca | Stadio Olimp-2 |

| Rostov sul Don 31 luglio 2011 18ª giornata | Rostov | 0 – 3 referto | Lokomotiv Mosca | Stadio Olimp-2 |

| Nižnij Novgorod 6 agosto 2011 19ª giornata | Volga Nižnij Novgorod | 0 – 1 referto | Rostov | Stadio Lokomotiv |

| Rostov sul Don 13 agosto 2011 20ª giornata | Rostov | 1 – 2 referto | Kuban' | Stadio Olimp-2 |

| Groznyj 20 agosto 2011 21ª giornata | Terek Groznyj | 1 – 1 referto | Rostov | Achmat-Arena |

| Rostov sul Don 27 agosto 2011 22ª giornata | Rostov | 1 – 1 referto | Anži | Stadio Olimp-2 |

| Nal'čik 11 settembre 2011 23ª giornata | Spartak-Nal'čik | 0 – 1 referto | Rostov | Respublikanskij stadion Spartak |

| Rostov sul Don 18 settembre 2011 24ª giornata | Rostov | 1 – 1 referto | CSKA Mosca | Stadio Olimp-2 |

| Perm' 25 settembre 2011 25ª giornata | Amkar Perm' | 0 – 1 referto | Rostov | Stadio Zvezda |

| Rostov sul Don 1º ottobre 2011 26ª giornata | Rostov | 1 – 0 referto | Kryl'ja Sovetov Samara | Stadio Olimp-2 |

| Krasnodar 15 ottobre 2011 27ª giornata | Krasnodar | 2 – 0 referto | Rostov | Stadio Kuban' |

| Rostov sul Don 23 ottobre 2011 28ª giornata | Rostov | 1 – 3 referto | Zenit San Pietroburgo | Stadio Olimp-2 |

| Kazan' 28 ottobre 2011 29ª giornata | Rubin | 1 – 1 referto | Rostov | Stadio Centrale di Kazan' |

| Rostov sul Don 5 novembre 2011 30ª giornata | Rostov | 2 – 1 referto | Tom' Tomsk | Stadio Olimp-2 |

#### Poule salvezza
| Rostov sul Don 20 novembre 2011 31ª giornata | Rostov | 3 – 1 referto | Tom' Tomsk | Stadio Olimp-2 |

| Rostov sul Don 27 novembre 2011 32ª giornata | Rostov | 1 – 1 referto | Amkar Perm' | Stadio Olimp-2 |

| Krasnodar 5 marzo 2012 33ª giornata | Krasnodar | 1 – 0 referto | Rostov | Stadio Kuban' |

| Rostov sul Don 11 marzo 2012 34ª giornata | Rostov | 1 – 0 referto | Kryl'ja Sovetov Samara | Stadio Olimp-2 |

| Groznyj 17 marzo 2012 35ª giornata | Terek Groznyj | 1 – 1 referto | Rostov | Stadio Sultan Bilimkhanov |

| Rostov sul Don 25 marzo 2012 36ª giornata | Rostov | 2 – 1 referto | Spartak-Nal'čik | Stadio Olimp-2 |

| Nižnij Novgorod 31 marzo 2012 37ª giornata | Volga Nižnij Novgorod | 2 – 0 referto | Rostov | Stadio Lokomotiv |

| Perm' 7 aprile 2012 38ª giornata | Amkar Perm' | 1 – 0 referto | Rostov | Stadio Zvezda |

| Rostov sul Don 16 aprile 2012 39ª giornata | Rostov | 1 – 3 referto | Krasnodar | Stadio Olimp-2 |

| Samara 22 aprile 2012 40ª giornata | Kryl'ja Sovetov Samara | 2 – 2 referto | Rostov | Stadio Metallurg (Samara) |

| Rostov sul Don 27 aprile 2012 41ª giornata | Rostov | 1 – 1 referto | Terek Groznyj | Stadio Olimp-2 |

| Nal'čik 2 maggio 2012 42ª giornata | Spartak-Nal'čik | 2 – 2 referto | Rostov | Respublikanskij stadion Spartak |

| Rostov sul Don 6 maggio 2012 43ª giornata | Rostov | 1 – 0 referto | Volga Nižnij Novgorod | Stadio Olimp-2 |

| Tomsk 13 maggio 2012 44ª giornata | Tom' Tomsk | 2 – 1 referto | Rostov | Trud Stadium |

#### Spareggio promozione-retrocessione
| Rostov sul Don 18 maggio 2012 Andata | Rostov | 3 – 0 referto | Šinnik | Stadio Olimp-2 |

| Jaroslavl' 22 maggio 2012 Ritorno | Šinnik | 0 – 1 referto | Rostov | Stadio Šinnik |

### Coppa di Russia
| Soči 17 luglio 2011 Sedicesimi di finale | Žemčužina-Soči | 1 – 2 referto | Rostov | Stadio Centrale Metreveli |

| Rostov sul Don 21 settembre 2011 Ottavi di finale | Rostov | 3 – 1 referto | Tom' Tomsk | Stadio Olimp-2 |

| Arbitro: | Sergey Kuznetsov |

|                                                     |                      |                                                                |
| Élson Gațcan Bracamonte Cociș Adamov Kruglov Saláta | Tiri di rigore 4 – 3 | Kantonistov Gitselov Klopkov Zhitnikov Gavryuk Ediyev Khabarov |

| Arbitro: | Alexey Nikolaev |

|                                    |           |  |
| Bocchetti 82’ Smolnikov 84’ (aut.) | Marcatori |  |